# Azocin
Azocin je heterociklično organsko jedinjenje sa molekulskom formulom . On se sastoji od nezasićenog osmočlanog prstena sa sedam ugljenika, jednim azotom, i četiri dvostruke veze.
Zasićeni ili parcijalno zasićeni azocinski prstenovi formiraju osnovne strukture grupe opioidnih jedinjenje pod nazivom azocini. Ta klasa jedinjenja obuhvata ciklazocin, pentazocin, i fenazocin.
Potpuno zasićeni analog azocina je azokan.
Azocinski prstenovi su prisutni u mnogim prirodnim proizvodima, npr. manzaminska familija morskih alkaloida. Jedno takvo jedinjenje je nakadomarin A, koji sadrži parcijalno zasićeni azocin u svom heksacikličnom kondenzovanom sistemu prstena.

## Spoljašnje veze
- Azocines на 